# Lampland (cráter)

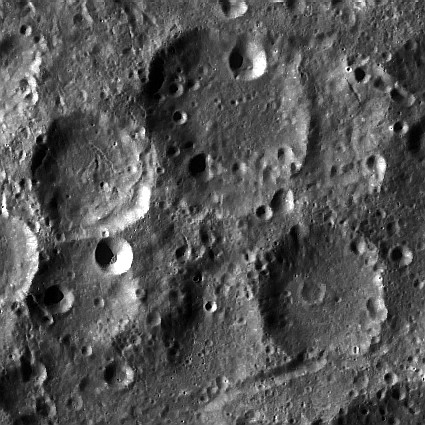
Fotografía de la misión Lunar Reconnaissance Orbiter

Lampland es un Cráter de impacto situado en la cara oculta de la Luna. Se encuentra al oeste-suroeste del cráter Subbotin, y al noroeste de Eötvös. Alrededor de cuatro diámetros del cráter al noroeste se halla el prominente cráter Tsiolkovskiy.
Se trata de un cráter desgastado, con un cráter más pequeño que penetra ligeramente en el borde oeste-suroeste. Otro cráter de impacto también pequeño y en forma de copa. Lampland A, se localiza en la pared interior noreste y parte del suelo. El interior de Lampland está marcado por varios cráteres pequeños que se localizan sobre todo en la mitad meridional. Presenta un área ligeramente más oscura en la parte suroriental del interior.

## Cráteres satélite
Por convención estos elementos son identificados en los mapas lunares poniendo la letra en el lado del punto medio del cráter que está más cercano a Lampland.
|          | \| Lampland \| Coordenadas \| Diámetro \| \| -------- \| ------------------------------- \| -------- \| \| A \| 30°24′S 131°12′E / -30.4, 131.2 \| 14 km \| \| B \| 29°30′S 131°36′E / -29.5, 131.6 \| 12 km \| \| K \| 33°00′S 132°30′E / -33.0, 132.5 \| 47 km \| \| M \| 33°30′S 130°48′E / -33.5, 130.8 \| 38 km \| \| Q \| 32°30′S 129°24′E / -32.5, 129.4 \| 12 km \| \| R \| 31°42′S 129°12′E / -31.7, 129.2 \| 45 km \| |          |
| Lampland | Coordenadas | Diámetro |
| A        | 30°24′S 131°12′E / -30.4, 131.2 | 14 km    |
| B        | 29°30′S 131°36′E / -29.5, 131.6 | 12 km    |
| K        | 33°00′S 132°30′E / -33.0, 132.5 | 47 km    |
| M        | 33°30′S 130°48′E / -33.5, 130.8 | 38 km    |
| Q        | 32°30′S 129°24′E / -32.5, 129.4 | 12 km    |
| R        | 31°42′S 129°12′E / -31.7, 129.2 | 45 km    |